# Framtidsfullmakt
Framtidsfullmakt är en typ av fullmakt i Sverige, som blir giltiga när en fullmaktsgivare på grund av sjukdom, psykisk störning eller liknande förhållande är ur stånd att ta tillvara sin rätt. Tanken är att det är fullmaktshavaren som ska avgöra när tidpunkten har inträtt. Det krävs ingen registrering för att fullmakten ska vara giltig. Det finns ingen myndighet som kan registrera en framtidsfullmakt. 
Lagen om framtidsfullmakter trädde i kraft den 1 juli 2017. I samband med införandet av lagen om framtidsfullmakter införs även ett 17 kapitel i Föräldrabalken och en utvidgad behörighet för närstående att vidta ordinära rättshandlingar med anknytning till den enskildes dagliga livsföring om det är uppenbart att den enskilde inte längre kan ta hand om sina ekonomiska angelägenheter. 
En framtidsfullmakt kan beröra både personliga ekonomiska angelägenheter, dock inte frågor som rör hälso- och sjukvård. En framtidsfullmakt kan inte heller omfatta åtgärder av utpräglat personlig karaktär såsom ingå äktenskap eller upprätta testamente.

## Historia
Inrättandet av ’’Framtidsfullmakt’’ presenterades som förslag i samband med utvärderingen av 1995 års förmynderskapsreform i betänkandet SOU 2004:112. Utredningen hänvisade bland annat till att Europarådet, och vad den i sin Europarådsrekommendation från 1999 säger angående skyddet för hjälpbehövande vuxna, att man måste överväga behovet av att tillhandahålla och reglera juridiska arrangemang som en beslutskapabel person kan vilja få till stånd. Utredningen förordade institutet med s.k. framtidsfullmakt och poängterade att sådana skulle ses som ett alternativ eller komplement till övriga stödformer såsom godmanskap och förvaltarskap.
I en departementspromemoria från 2014 lämnade regeringen vissa kompletterande bestämmelser till det lagförslag om framtidsfullmakter som utredning 2004 föreslog. 

## Fullmakten
Framtidsfullmakten måste vara skriftlig och ska undertecknas och bevittnas av två vittnen. Därvid ska gälla samma regler som vid testamentsbevittning. Av fullmakten ska det framgå att det är en framtidsfullmakt, vem eller vilka som är fullmaktshavare, vilka angelägenheter fullmakten omfattar samt vilka övriga villkor som gäller. Den bör dateras och det bör göras anteckningar om fullmaktsgivarens hälsotillstånd. En framtidsfullmakt kan ändras och återkallas så länge fullmaktsgivaren förstår innebörden av en sådan ändring. Villkor kan också läggas in i fullmakten som ger en granskare rätten att återkalla denna.
Framtidsfullmakten ska träda ikraft, när fullmaktsgivaren huvudsakligen saknar beslutsförmåga i den angelägenheten som fullmakten är tänkt att ge behörighet. Det är den utpekade fullmaktshavaren som har att ta ställning till när den tidpunkten har inträtt. Denne ska då informera fullmaktsgivaren men också make eller sambo och närmaste släktingar. Om fullmaktshavaren så önskar kan denne vända sig till tingsrätten för att få denna sak prövad. Tingsrätten hämtar i normalfallet in läkarintyg eller annan likvärdig utredning för sin prövning. Fullmaktshavarens lämplighet prövas då inte.
Framtidsfullmakten kan bringas att upphöra genom olika åtgärder. Den kan återkallas av fullmaktsgivaren och tingsrätten kan förklara den kraftlös. Om fullmaktsgivaren får god man eller förvaltare upphör framtidsfullmakten. I likhet med andra fullmakter upphör den då fullmaktsgivaren försätts i konkurs.

## Uppdraget
Uppdraget ska utföras enligt de villkor som gäller enligt fullmakten och i samråd med fullmaktsgivaren så långt det är möjligt. I övrigt får fullmaktshavaren agera utifrån vad fullmaktsgivaren kan antas ha velat. Fullmaktshavaren har en lojalitetsplikt gentemot fullmaktsgivaren och ska alltid agera utifrån dennes bästa. Vid jäv, när exempelvis fullmaktsgivaren och fullmaktshavaren är delägare i samma dödsbo eller när de är parter i samma rättegång, är fullmaktshavaren skyldig att begära hos överförmyndaren att denne utser en god man i det ärende jävet föreligger.
I fullmakten kan specificeras om fullmaktshavaren har rätt att ta ut arvode och kostnadsersättning. Om inget belopp är specificerat så säger regeln att en skälig ersättning kan tas ut. Ett riktmärke kan vara det arvode som ges till gode män och förvaltare, vilket ofta landar runt 20-25 procent av prisbasbeloppet beroende på uppdragets svårighetsgrad. 
En fullmaktshavare är skyldig att föra redovisning av sin verksamhet. Denne ska därför föra anteckningar och kassabok samt spara sina verifikationer. 

## Granskning
Fullmaktsgivaren kan utse en eller flera personer till att granska fullmaktshavarens verksamhet. Även en juridisk person, exempelvis en redovisningskonsult, kan utses som granskare. Om det inte är specificerat i fullmakten hur granskningen ska göras, så bestämmer granskaren detta själv. Överförmyndaren har alltid rätt att från fullmaktshavaren begära in redovisningen för granskning av dem. Om anhöriga eller socialtjänsten misstänker att fullmaktshavaren missköter sitt uppdrag kan de därför göra en anmälan till överförmyndaren. Om överförmyndaren finner att fullmaktshavaren försummat eller missbrukat sitt uppdrag kan denne besluta att fullmakten inte längre får användas.